# Ruby Modine
Ruby Wylder Rivera Modine (Los Angeles, 31 juli 1990) is een Amerikaans actrice. Ze speelde in diverse films en televisieseries, waaronder Happy Death Day, Satanic Panic en God Friended Me.
Modine is de dochter van acteur Matthew Modine.

## Filmografie

### Film
- 2008: Mia and the Migoo, als meisje op de fiets
- 2012: Somebody, als Somebody
- 2016: Super Sex, als Julie
- 2017: Central Park, als Sessa
- 2017: Happy Death Day, als Lori Spengler
- 2019: Happy Death Day 2U, als Lori Spengler
- 2019: Satanic Panic, als Judi Ross
- 2021: The Survivalist, als Sarah
- 2021: On Our Way, als Lily
- 2022: My Love Affair with Marriage, als Nina (stemrol)
- 2022: Americana, als Lily-Rose
- 2023: Fear, als Serena

### Televisie
- 2015: Gypsi, als Eden LeCroix
- 2016-2017: Shameless, als Sierra Morton
- 2020: God Friended Me, als Anna
- 2022: The Exodite, als Lako'ma
- 2024: Definitely Not Based on a True Story, als Elena